# Val d'Oust
Val d'Oust è un comune francese del dipartimento del Morbihan nella regione della  Bretagna.
È stato creato il 1º gennaio 2016 dalla fusione dei preesistenti comuni di Le Roc-Saint-André, Quily e La Chapelle-Caro.
Il capoluogo è la località di Le Roc-Saint-André.